# Bundestagswahl 1961
- SPD: 203
- CDU/CSU: 251
- FDP: 67

- Regierung: 318
- Opposition: 203

Die Bundestagswahl 1961 fand am 17. September 1961 statt. Bei der Wahl zum 4. Deutschen Bundestag verlor die CDU/CSU ihre absolute Mehrheit. Konrad Adenauer, Bundeskanzler seit 1949, schloss eine Koalition mit der FDP und bildete das Kabinett Adenauer IV. 
Seit dieser Bundestagswahl saßen erstmalig nur noch drei Fraktionen im Bundestag; dies blieb 22 Jahre lang (bis zur Bundestagswahl 1983) so.

## Hintergrund

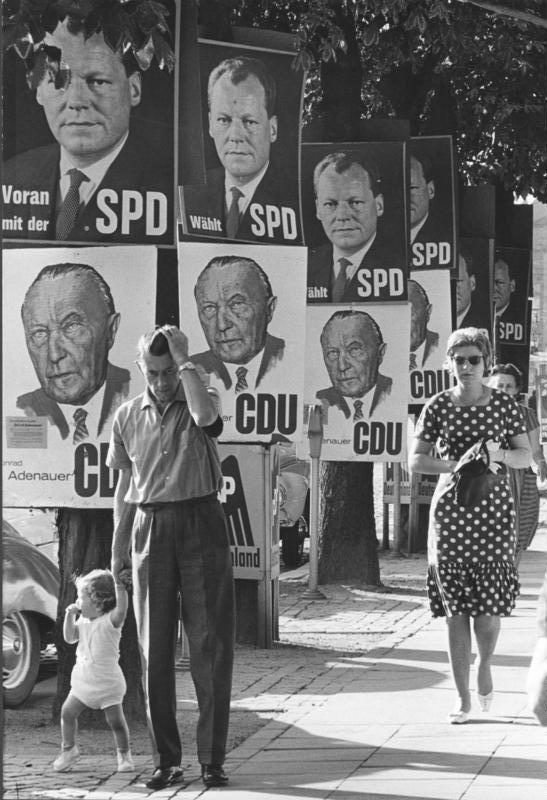
Plakate im Wahlkampf 1961, Bonn

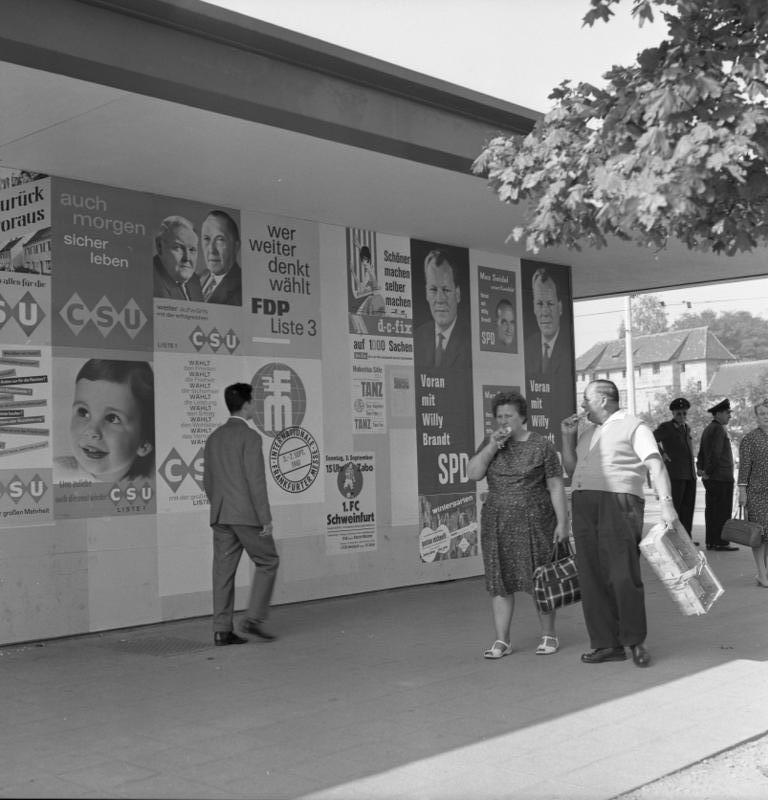
Plakate in Nürnberg 1961

Der Wahlkampf stand unter dem Eindruck des Baus der Berliner Mauer am 13. August 1961. Für die CDU/CSU trat zum vierten Mal Bundeskanzler Konrad Adenauer an, dem neben seiner langen Amtszeit (seit Gründung der Bundesrepublik 1949) angelastet wurde, auf den Mauerbau zu zögerlich reagiert und zu lange damit gewartet zu haben, nach dem Mauerbau nach Berlin zu fahren. So war er erst am 22. August 1961 erstmals vor Ort, während zum Beispiel US-Vizepräsident Lyndon B. Johnson bereits am 19. August 1961 in Berlin war. Allerdings brach Adenauers Popularität in den Allensbach-Umfragen nur kurzzeitig ein.
Für die SPD trat erstmals Berlins Regierender Bürgermeister Willy Brandt als Kanzlerkandidat an. Es war die erste Wahl für die SPD nach Annahme des Godesberger Programms von 1959, in welchem sie sich endgültig von der Theorie des Historischen Materialismus, Marxismus und planwirtschaftlichen Vorstellungen verabschiedet hatte.
Bei der Bundestagswahl 1961 verlor die CDU/CSU ihre bei der Bundestagswahl 1957 erlangte absolute Mehrheit. Die SPD erhielt 4,4 Prozentpunkte mehr als 1957 und die FDP 5,1 Prozentpunkte. Die FDP, angetreten unter dem Motto Mit der CDU, aber ohne Adenauer erhielt 12,8 % der Stimmen, ihr bis zur Bundestagswahl 2009 bestes Ergebnis auf Bundesebene. Die in der Gesamtdeutschen Partei aufgegangene Deutsche Partei (DP) verlor ihre letzten Mandate.

## Amtliches Endergebnis
| Listen                       | Listen                                                  | Erststimmen | Erststimmen | Erststimmen | Erststimmen | Zweitstimmen | Zweitstimmen | Zweitstimmen | Zweitstimmen | Mandate | Mandate | Berliner Abg. |
| Listen                       | Listen                                                  | Stimmen     | %           | +/-         | Mandate     | Stimmen      | %            | +/-          | Mandate      | Anzahl  | +/-     | Berliner Abg. |
| ---------------------------- | ------------------------------------------------------- | ----------- | ----------- | ----------- | ----------- | ------------ | ------------ | ------------ | ------------ | ------- | ------- | ------------- |
|                              | Sozialdemokratische Partei Deutschlands (SPD)           | 11.672.057  | 36,5        | +4,5        | 91          | 11.427.355   | 36,2         | +4,5         | 99           | 190     | +21     | 13            |
|                              | Christlich Demokratische Union Deutschlands (CDU)       | 11.622.995  | 36,3        | –3,4        | 114         | 11.283.901   | 35,8         | –3,9         | 78           | 192     | –23     | 9             |
|                              | Freie Demokratische Partei (FDP)                        | 3.866.269   | 12,1        | +4,5        | –           | 4.028.766    | 12,8         | +5,1         | 67           | 67      | +26     | –             |
|                              | Christlich-Soziale Union in Bayern (CSU)                | 3.104.742   | 9,7         | –0,9        | 42          | 3.014.471    | 9,6          | –0,9         | 8            | 50      | –5      | –             |
|                              | Gesamtdeutsche Partei (GDP)                             | 859.290     | 2,7         | –0,8        | –           | 870.756      | 2,8          | –0,6         | –            | –       | –171    | –             |
|                              | Deutsche Friedensunion (DFU)                            | 587.488     | 1,8         | N/A         | –           | 609.918      | 1,9          | N/A          | –            | –       | –       | –             |
|                              | Deutsche Reichspartei (DRP)                             | 242.649     | 0,8         | –0,2        | –           | 262.977      | 0,8          | –0,2         | –            | –       | –       | –             |
|                              | Deutsche Gemeinschaft (DG)                              | 21.083      | 0,1         | ±0,0        | –           | 27.308       | 0,1          | ±0,0         | –            | –       | –       | –             |
|                              | Südschleswigscher Wählerverband (SSW)                   | 24.951      | 0,1         | ±0,0        | –           | 25.449       | 0,1          | ±0,0         | –            | –       | –       | –             |
|                              | Wählergemeinschaft für ein neutrales Deutschland (WGnD) | 778         | 0,0         | N/A         | –           | –            | –            | N/A          | –            | –       | –       | –             |
|                              | Wählergruppen/Einzelbewerber                            | 2.164       | 0,0         | ±0,0        | –           | –            | –            | –            | –            | –       | –       | –             |
| Gesamt                       | Gesamt                                                  | 32.004.466  | 100         |             | 247         | 31.550.901   | 100          |              | 252          | 499     | +2      | 22            |
|                              |                                                         |             |             |             |             |              |              |              |              |         |         |               |
| Ungültige Stimmen            | Ungültige Stimmen                                       | 845.158     | 2,6         | –0,4        |             | 1.298.723    | 4,0          | +0,2         |              |         |         |               |
| Wähler                       | Wähler                                                  | 32.849.624  | 87,7        | ±0,0        |             | 32.849.624   | 87,7         | ±0,0         |              |         |         |               |
| Wahlberechtigte              | Wahlberechtigte                                         | 37.440.715  |             |             |             | 37.440.715   |              |              |              |         |         |               |
|                              |                                                         |             |             |             |             |              |              |              |              |         |         |               |
| Quelle: Der Bundeswahlleiter |                                                         |             |             |             |             |              |              |              |              |         |         |               |

- 1: siebzehn Abgeordnete der Deutschen Partei (DP)
- Überhangmandate: 5 (CDU)

### Ergebnisse in den Bundesländern

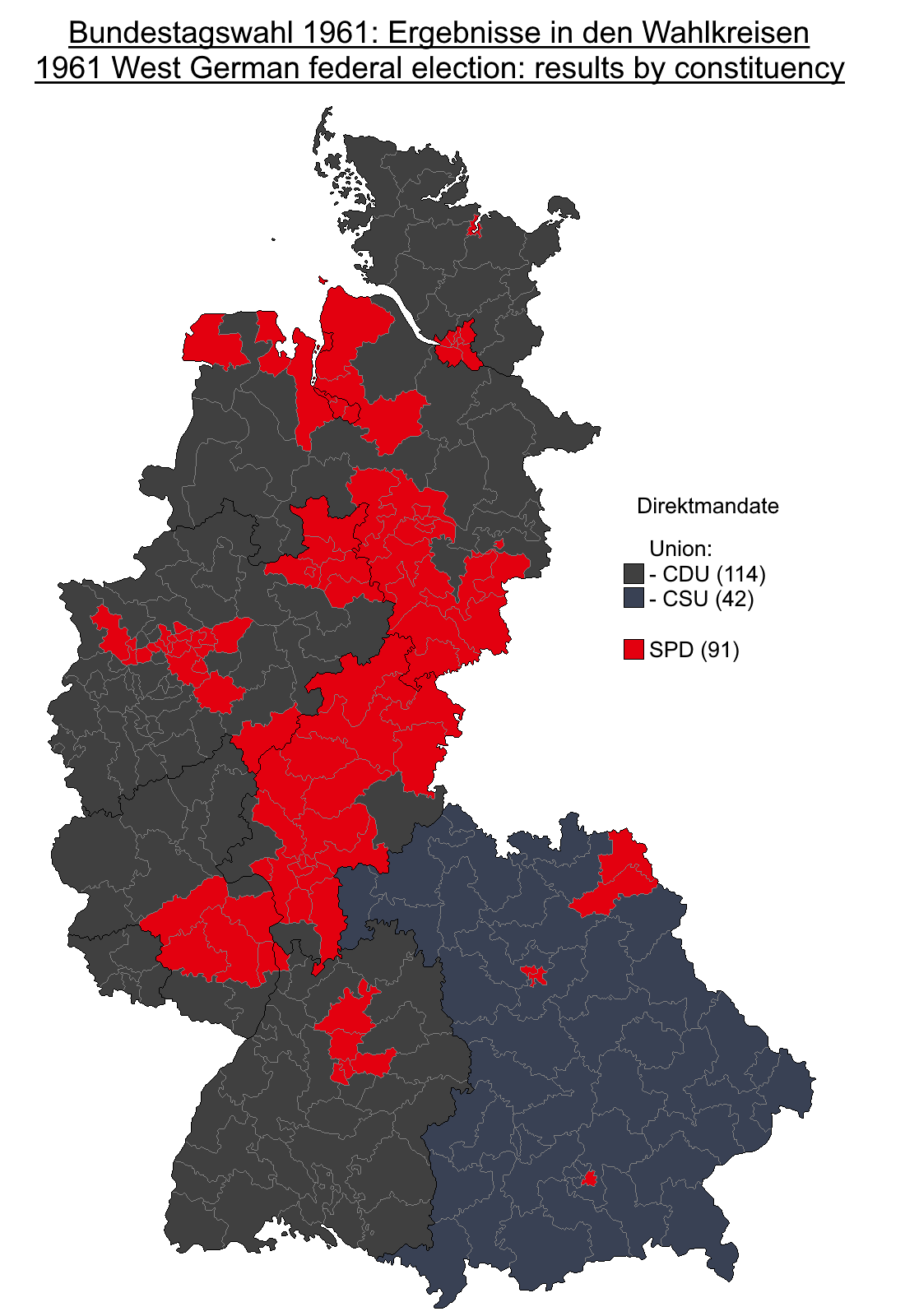
Erststimmenmehrheiten in den Wahlkreisen:
SPD
CDU/CSU

| Bundesland          | Wahl- berechtigte | Wähler    | Wahl- beteiligung | CDU/CSU | CDU/CSU | SPD  | SPD   | FDP  | FDP   | GDP  | GDP   | DFU  | DFU   |
| Bundesland          | Wahl- berechtigte | Wähler    | Wahl- beteiligung | Erst    | Zweit   | Erst | Zweit | Erst | Zweit | Erst | Zweit | Erst | Zweit |
| ------------------- | ----------------- | --------- | ----------------- | ------- | ------- | ---- | ----- | ---- | ----- | ---- | ----- | ---- | ----- |
| Baden-Württemberg   | 05.211.883        | 4.419.748 | 84,8              | 45,8    | 45,3    | 32,4 | 32,1  | 16,3 | 16,6  | 2,6  | 2,8   | 2,1  | 2,3   |
| Bayern              | 06.551.728        | 5.714.545 | 87,2              | 55,7    | 54,9    | 30,3 | 30,1  | 08,1 | 08,7  | 3,8  | 3,9   | 1,5  | 1,6   |
| Bremen              | 00.507.760        | 0.447.936 | 88,2              | 27,6    | 27,0    | 50,1 | 49,7  | 14,6 | 15,2  | 3,9  | 4,1   | 2,8  | 3,0   |
| Hamburg             | 01.386.411        | 1.227.787 | 88,6              | 32,4    | 31,9    | 47,2 | 46,9  | 15,1 | 15,7  | 0,9  | 1,0   | 3,5  | 3,6   |
| Hessen              | 03.395.285        | 3.028.241 | 89,2              | 35,8    | 34,9    | 43,2 | 42,8  | 14,4 | 15,2  | 3,9  | 4,1   | 2,1  | 2,3   |
| Niedersachsen       | 04.613.112        | 4.083.490 | 88,5              | 40,1    | 39,0    | 38,9 | 38,7  | 11,9 | 13,2  | 6,3  | 6,1   | 1,2  | 1,3   |
| Nordrhein-Westfalen | 11.085.775        | 9.799.429 | 88,4              | 48,1    | 47,6    | 37,6 | 37,3  | 11,1 | 11,8  | 0,8  | 0,9   | 1,9  | 2,0   |
| Rheinland-Pfalz     | 02.348.108        | 2.069.927 | 88,2              | 49,4    | 48,9    | 33,8 | 33,5  | 12,8 | 13,2  | 0,4  | 0,5   | 1,5  | 1,5   |
| Saarland            | 00.714.512        | 0.626.817 | 87,7              | 49,3    | 49,0    | 33,6 | 33,5  | 12,7 | 12,9  | 0,3  | 0,3   | 3,1  | 3,2   |
| Schleswig-Holstein  | 01.626.141        | 1.431.704 | 88,0              | 43,5    | 41,8    | 36,5 | 36,4  | 12,5 | 13,8  | 3,6  | 3,9   | 1,2  | 1,3   |

## Folgen
| Mögliche Koalitionen | Sitze |
| -------------------- | ----- |
| Sitze gesamt         | 521   |
| voll stimmberechtigt | 499   |
| Zweidrittel-Mehrheit | 333   |
| CDU/CSU, SPD         | 454   |
| Absolute Mehrheit    | 250   |
| CDU/CSU, FDP         | 318   |
| SPD, FDP             | 270   |

Damit waren erstmals nur noch drei Fraktionen im Bundestag vertreten. Adenauer dachte kurzzeitig über eine Große Koalition mit der SPD nach, verwarf das allerdings wieder schnell. Seine CDU/CSU ging daher mit der bisher oppositionellen FDP eine Koalition ein. Entgegen der vorherigen Maxime wählte die FDP am 7. November 1961 Bundeskanzler Adenauer mit zum Bundeskanzler, konnte sich aber mit der Forderung durchsetzen, dass dieser noch in derselben Legislaturperiode das Amt an einen Nachfolger abtreten solle. Dennoch eilte ihr lange Zeit der Ruf nach, „umgefallen“ zu sein. Im Oktober 1963 trat Konrad Adenauer schließlich als Bundeskanzler zurück, sein Nachfolger wurde der populäre Wirtschaftsminister Ludwig Erhard.
Der SPD hingegen gelang es, sich neue Wählerschichten zu erschließen, wofür unter anderem das neue Parteiprogramm und der neue Kandidat Gründe waren. Die SPD war auf dem Weg zur Volkspartei.